# Gnetum acutum
Gnetum acutum är en kärlväxtart som beskrevs av Markgr. Gnetum acutum ingår i släktet Gnetum och familjen Gnetaceae. Inga underarter finns listade i Catalogue of Life.